# Thalmassing
Thalmassing è un comune tedesco di 3 303 abitanti, situato nel land della Baviera.